# 28078 Mauricehilleman
28078 Mauricehilleman è un asteroide della fascia principale. Scoperto nel 1998, presenta un'orbita caratterizzata da un semiasse maggiore pari a 2,1769338 au e da un'eccentricità di 0,1012348, inclinata di 0,65917° rispetto all'eclittica.
L'asteroide è dedicato al microbiologo statunitense Maurice Hilleman.